# Tolga Flim Flam Balkan
Tolga Balkan aka DJ Flim Flam (* 11. Dezember 1963 in Berlin als Tolga Balkan) ist ein deutscher DJ und Remixer. 

## Hintergrund
Der Sohn eines türkischen Gastarbeiters spezialisierte sich in den 1980er Jahren auf House- und Disco-Mixe. Sein größter kommerzieller Erfolg war die Single The Best of Joint Mix, die 1988 Platz vier der deutschen und Platz elf der österreichischen Hitparade erreichte. In einigen Ländern erschien dieser Hit unter dem Titel Pump up the Flim Flam.
In den 1990er Jahren arbeitete Balkan auch mit den Eurodance-Projekten Maxx und Dolphin’s Mind. Er nennt sich heute nur noch DJ Flim Flam.

## Diskografie

### Alben
- 1989: The Album

### Kompilationen
- 1989: Paarty – The Greatest Non-Stop All Style Megamix! (DJ-Mix)

### Singles
- 1987: The Best of Joint Mix / Pump Up the Flim Flam
- 1988: Shall We Do It Again
- ????: Orient-Express (12inch Promo)

Megamix-Reihen
- The Ultimate Summer Megamix I-IX
- Megamix Chart Hits 2018-2024
- Greatest Hits remixed 1-7
- 25 Years Survivor